# Rettungsmedaille für Rettung aus Gefahr (Thüringen)

Die Rettungsmedaille für Rettung aus Gefahr (Thüringen) sowie rechts das nicht tragbare Erinnerungsabzeichen für Rettung aus Gefahr (beides grafische Darstellungen)

Die Rettungsmedaille für Rettung aus Gefahr (Thüringen) wurde am 1. Januar 1994 (rückwirkend mit Erlass vom 18. August 1994) durch den damaligen Innenminister Franz Schuster per Verordnung gestiftet. Am 22. Dezember 2010 trat eine Neufassung in Kraft, die in der Fassung vom 12. Dezember 2012 ab 22. November 2012 gülig ist.

## Allgemeines
Rettungstaten die unter Einsatz des eigenen Lebens auf dem Gebiet des Freistaates Thüringen ausgeführt worden sind, werden vom Freistaat Thüringen staatlich anerkannt. Diese Anerkennung besteht aus:
- 1. der Verleihung der Rettungsmedaille am Band oder
- 2. der Verleihung des Erinnerungsabzeichens oder
- 3. einer öffentlichen Belobigung.

Neben der Bedingung, dass der Retter zum Zeitpunkt der Rettungstat seinen Wohnsitz in Thüringen hat, kann neben den erwähnten Anerkennungen auch eine Belohnung in Geld gewährt werden.

## Verleihungspraxis
Die Rettungsmedaille für Rettung aus Gefahr wird nur an solche Personen verliehen, die unter Lebensgefahr oder besonders bedrohlichen, gefahrvollen Umständen Menschenleben gerettet bzw. eine lebensbedrohliche Gefahr für die Allgemeinheit abgewendet haben. Dabei muss der Retter ein außergewöhnliches Maß an persönlichen Einsatz- und Opferbereitschaft gezeigt und ausgeübt haben. Das Erinnerungsabzeichen für Rettung aus Gefahr (eine nicht tragbare Medaille von gleicher Beschaffenheit wie die Rettungsmedaille, nur in Altsilber gehalten) wird verliehen, wenn sich der Retter nur in minder schwerer Gefahr befunden hat oder eine lebensbedrohende Gefahr für Allgemeinheit verhindert wurde. Die öffentliche Belobigung kommt dagegen nur in Betracht, wenn die Umstände der Rettungstat keine Verleihung der Rettungsmedaille oder des Erinnerungsabzeichens rechtfertigen. Im Übrigen gehen die Medaille und das Erinnerungsabzeichen in das Eigentum des Beliehenen über.

## Vorschlageverfahren und Verleihungspraxis
Alle drei genannten Anerkennungen sind dem Innenministerium mitzuteilen. In der Mitteilung ist darzulegen, ob alle Erfordernisse für eine Anerkennung im Zuge der Rettungstat vom Retter erfüllt worden sind. Dazu sind der Retter selbst und ggf. auch Augenzeugen der Rettungstat zu befragen. Des Weiteren muss der Bericht eine schlüssige und vollständige Schilderung der Rettungstat widerspiegeln. Neben diesen Erfordernissen ist der Geburtstag und -ort, Familienstand, Beruf/Gewerbe und Wohnanschrift des Retters beizufügen, ebenso wie seine Staatsangehörigkeit und der Tag und Ort der Rettungstat selbst. Dafür zuständig sind die jeweiligen Landratsämter bzw. die kreisfreien Städte, in deren Gebiet die Rettungstat erfolgte. Die Verleihung aller drei Anerkennungen ist jedoch zu versagen, bei Personen denen der Schutz des Lebens anderer anvertraut ist und diese bei der Rettungstat nur in Erfüllung ihrer beruflichen Pflichten gehandelt haben. Die Verleihung selbst obliegt in letzter Instanz des Innenministeriums des Freistaates Thüringen. In diesem Zuge, wird dem Retter eine vom Innenminister unterzeichnete Urkunde, bei dem Erinnerungsabzeichen eine Bescheinigung ausgehändigt. Bei postumen Verleihungen wird die Medaille und die Verleihungsurkunde seinen Hinterbliebenen ausgehändigt.

## Handhabung früherer Rettungsauszeichnungen
Früher verliehene Rettungsmedaillen, die zwischen dem 22. Juni 1933 und dem 2. Oktober 1990 auf dem Gebiet des Freistaates Thüringen verliehen worden sind, können auf Antrag in die jetzige Form beim Innenministerium von Thüringen umgetauscht werden. Diese Regelung trifft auch auf diejenigen zu, die ihren festen Wohnsitz in Thüringen haben. Rettungstaten, die nach dem 3. Oktober 1990 bis 31. Dezember 1993 ausgeübt worden sind, können nachträglich anerkannt werden.

## Aussehen und Material
Die Rettungsmedaille selber besteht aus einer goldfarbenen Medaille und hat einen Durchmesser von 30 mm. Sie zeigt auf ihrer Vorderseite mittig das Landeswappen des Freistaates Thüringen in erhabenen Prägung, darunter kreisförmig die Inschrift in erhabenen Großbuchstaben: THÜRINGEN. Die Rückseite zeigt die von einem Eichkranz umrandete Inschrift: FÜR RETTUNG AUS GEFAHR. Die Medaille selbst wird an einem rot-weiß-roten Band mit goldfarbenem Saum, in dessen ein schmaler oranger Streifen eingewebt ist, auf der linken Brustseite getragen. Zu der Medaille gehören eine Miniatur sowie eine Bandschnalle. Die nicht tragbare Erinnerungsmedaille gleicht der Rettungsmedaille ist jedoch silberfarben gehalten. Mit Wirkung vom 1. Januar 1994, ist die Verordnung in Kraft getreten.